# NK Tabor Sežana
NK Tabor Sežana is een Sloveense voetbalclub uit Sežana

## Geschiedenis
De club werd in 1923 opgericht. De club speelde lang in het regionale amateurvoetbal van Joegoslavië. In het seizoen 1975/76 verloor Tabor Sežana de finale om de Maarschalk Tito beker. Na de onafhankelijkheid werd de club in 2000 kampioen van de 2. SNL. In het eerste seizoen op het hoogste niveau degradeerde de club direct. De club zakte weg en won in het seizoen 2016/17 haar poule in de 3. SNL. In 2019 promoveerde Tabor Sežana na een tweede plaats in de 2. SNL andermaal naar de 1. slovenska nogometna liga. De club degradeerde na vier seizoenen middels een tiende plaats terug naar het tweede niveau. In het eerste seizoen terug in de 2. SNL eindigde de ploeg als vijftiende, wat normaliter zou zorgen voor degradatie. Echter, kon de club kon blijven in de competitie omdat NK Dob weigerde te promoveren.

## Eindklasseringen vanaf 1994
| 3 |

| 2 |

| 8 |

| 4 |

| 1 |

| 5 |

| 2 |

| 12 |

| 14 |

| 2 |

| 12 |

| ? |

| ? |

| ? |

| 1 |

| 14 |

| ? |

| ? |

| ? |

| 5 |

| 9 |

| 6 |

| 7 |

| 1 |

| 7 |

| 2 |

| 7 |

| 6 |

| 9 |

| 10 |

| 15 |

| Prva Liga | 2.SNL | 3.SNL | Reg. Niv. 4 |

Aluminij · 
Beltinci · 
Bilje · 
NK Bistrica · 
Grosuplje · 
Drava Ptuj · 
Dravinja · 
Gorica · 
Ilirija · 
Jadran Dekani · 
Krka · 
Rudar Velenje · 
Slovan · 
Tabor Sežana · 
Tolmin · 
Triglav Kranj